# Чимеєво
Чиме́єво (рос. Чимеево) — село у складі Білозерського району Курганської області, Росія. Входить до складу Ягоднинської сільської ради.
Населення — 446 осіб (2010, 482 у 2002).